# Sainte-Foy (chanteur)
Pour les articles homonymes, voir Sainte-Foy.
Charles-Louis Pubereaux dit Sainte-Foy est un ténor d'opéra français, né à Vitry-le-François le 13 février 1817 et mort à Neuilly-sur-Seine le 1er avril 1877.

## Biographie
Pubereaux père, ancien militaire, avait été nommé « Sainte-Foy » par ses compagnons d’armes, nom qu’il conserva en revenant à Vitry, où il donnait des leçons de musique et où il tenait un café qui portait le nom de Café Sainte-Foy.
Son fils entra au Conservatoire de Paris. En 1842, il débutait à l’Opéra-Comique.
Ses principaux rôles furent ceux de l’Anglais dans Fra Diavolo d'Auber, de l’Auvergnat dans Jeannot et Colin et de Bertrand dans Les Rendez-vous bourgeois de Nicolas Isouard, du Grand-Consul dans Le Déserteur de Pierre-Alexandre Monsigny, de Corentin dans Le Pardon de Ploërmel de Meyerbeer, dans Galathée de Victor Massé, dans Le Joaillier de Saint-James d’Albert Grisar. Il créa son rôle dans Le Roi l'a dit de Henri Cramer ; ce fut sa dernière création.
Sainte-Foy était l’une des gloires de la Marne. Étienne Gallois, ancien bibliothécaire du Sénat, son compatriote, lui a consacré une notice dans la Revue de la Champagne et de la Brie.